# Lyperanthus
Lyperanthus är ett släkte av orkidéer. Lyperanthus ingår i familjen orkidéer.
Kladogram enligt Catalogue of Life:
| Lyperanthus | \| \| Lyperanthus serratus \| \| \| \| \| \| Lyperanthus suaveolens \| \| \| \| |
|             | \| \| Lyperanthus serratus \| \| \| \| \| \| Lyperanthus suaveolens \| \| \| \| |
|             | Lyperanthus serratus                                                            |
|             |                                                                                 |
|             | Lyperanthus suaveolens                                                          |
|             |                                                                                 |

## Bildgalleri

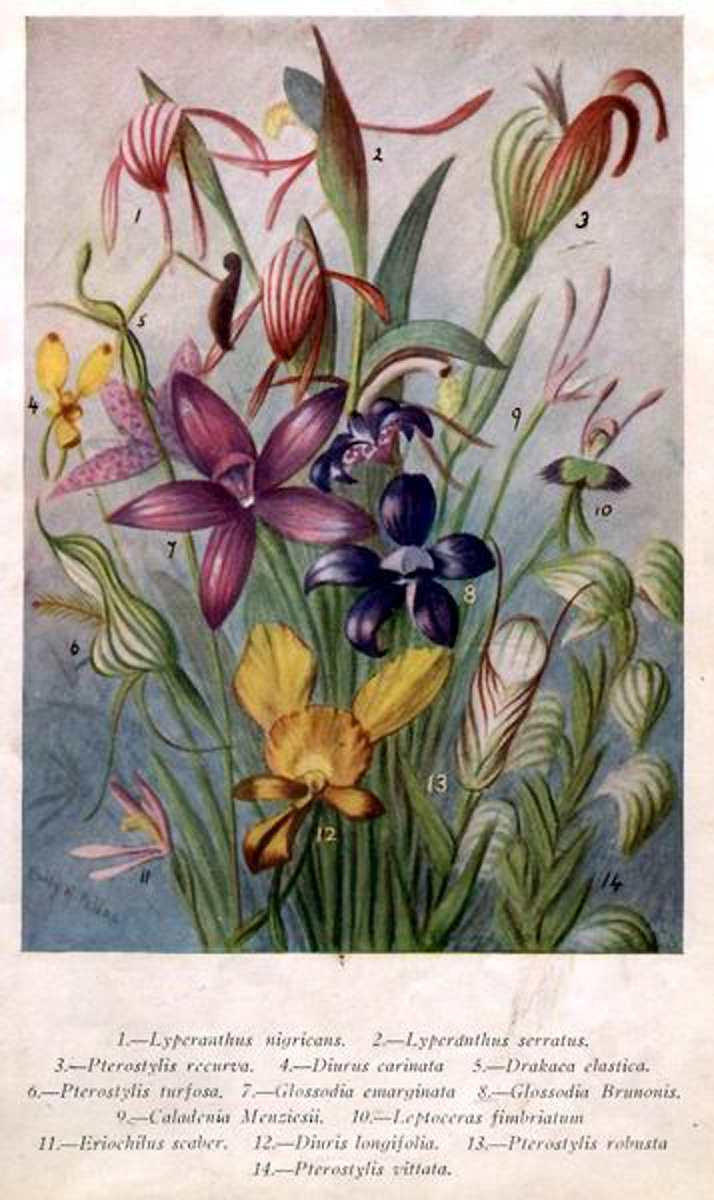